# La Bamba (filme)
La Bamba é um filme musical estadunidense dirigido por Luis Valdez, do gênero drama biográfico, lançado em 1987.
O filme mostra a história do jovem cantor Ritchie Valens, descendente de mexicanos e que teve uma carreira breve sendo terminada com um trágico acidente de avião que o vitimou. O filme retrata o efeito que a carreira de Ritchie teve nas vidas de seu meio-irmão Bob Morales, sua namorada Donna Ludwig e o resto de sua família.
O filme apresenta Lou Diamond Phillips interpretando Valens sendo também estrelado por Esai Morales, Rosanna DeSoto, Elizabeth Peña, Danielle von Zerneck e Joe Pantoliano. Foi lançado em 24 de julho de 1987 nos Estados Unidos sendo distribuído pela Columbia Pictures.

## Enredo
Richard Steven Valenzuela é um adolescente humilde, que se torna um astro do rock and roll com o nome artístico de Ritchie Valens. Ele se apaixona pela sua colega de escola no ensino médio Donna Ludwig, para quem ele escreveu uma canção que se tornou um grande sucesso nos Estados Unidos: "Donna". Entretanto, o pai de Donna mostra-se contra as relações de sua filha com Valens, uma vez que o rapaz é de descendência mexicana, chegando a causar uma discussão entre Ritchie e Donna. O filme também conta outras dificuldades na família do jovem cantor, como o conturbado relacionamento da sua mãe Connie Valenzuela entre o seu meio-irmão Bob Morales, além de mostrar o ciúme que Bob sentia pelo sucesso de Ritchie.
Em um momento do filme, Bob se inscreve em um concurso de cartunistas para tentar impressionar a sua mãe, tentativa essa em vão pois Connie mostra-se mais preocupada com a carreira musical de Ritchie. Bob, desiludido, começa a se embebedar e, logo após, começa a gritar de raiva bêbado na frente da porta da casa de Connie pedindo para ver sua filha, uma vez que Bob havia engravidado a primeira namorada de Ritchie, Rosie, e esta havia pedido ajuda a sua sogra depois de ser violentada por Bob.
No entanto, quando têm uma oportunidade, Ritchie e Bob viajam fora por um tempo. Eles fazem uma viagem a Tijuana, México e visitam uma boate por lá onde Ritchie descobre a música que viria a ser um de seus maiores sucessos, "La Bamba". Na realidade, ao contrário do que foi retratado no filme, a viagem a Tijuana foi feita com toda a família, não somente com Ritchie e Bob.
O filme também se concentra na fobia que Ritchie tinha de voar desencadeada por um sonho frequente que ele tem, como resultado de uma colisão no ar entre duas aeronaves que realmente ocorreu na escola de Ritchie onde o seu melhor amigo havia sido vitimado ao ser atingido em solo por um dos destroços dos aviões; na data em questão, todavia, Ritchie estava ausente da escola para assistir ao funeral de seu avô. Durante o começo de sua carreira profissional como cantor, Ritchie consegue evitar voar para alguns de seus shows pelo país mas, posteriormente, consegue vencer o medo quando é convidado a cantar sua canção "Donna" no programa de TV American Bandstand na Filadélfia. O produtor de discos e empresário de Ritchie, Bob Keane, ajuda-o, dando-lhe um pouco de vodka durante o voo para acalmar seus nervos.
Com Ritchie se tornando cada vez mais famoso suas responsabilidades mudam. Em alguns de seus concertos, ele se junta a outros músicos, fixando-se com Buddy Holly e The Big Bopper. Ao mesmo tempo, as canções "La Bamba" e "Donna", ambas de sua autoria, conquistam as paradas musicais norte-americanas.
Valens, Holly, e Bopper decolam em um pequeno avião durante uma tempestade de neve para o seu voo fatídico na madrugada do dia 3 de fevereiro de 1959 (na noite que viria a ser conhecida como "O Dia em que a música morreu"). Antes do voo mortal, Ritchie faz uma ligação para o seu irmão Bob, onde ambos fazem as pazes (até aquele momento os dois haviam brigado). Ritchie chega a convidar Bob para voar rumo a Chicago para este lhe fazer companhia durante uma turnê. No dia seguinte, enquanto Bob está consertando o carro de sua mãe, ele ouve o boletim de notícias no rádio informando que o avião onde o seu irmão estava havia caído sem deixar nenhum sobrevivente. Bob corre para o quintal onde sua mãe Connie estava para lhe dar a triste notícia, mas esta também fica sabendo no rádio ficando perplexa e chocada. A notícia da morte de Ritchie atinge em cheio a família Valenzuela; Bob Keane (empresário de Valens) lamenta profundamente o ocorrido enquanto Donna chora desesperadamente a morte do jovem cantor, que morrera com dezessete anos de idade e apenas oito meses de carreira.
Na cena final, os carros do cortejo fúnebre de Ritchie são mostrados chegando lentamente ao cemitério San Fernando Mission Cemetery e Bob é então visto andando através de uma ponte gritando o nome de Ritchie, lembrando todos os bons momentos que tiveram juntos (em flashback), acompanhado da canção instrumental "Sleep Walk" da dupla Santo & Johnny.
Lou Diamond Phillips (interpretando Valens) é mostrado acompanhado pela banda Los Lobos, executando versão original de "La Bamba" de Ritchie Valens durante os créditos finais. No filme, o vocalista do grupo David Hidalgo forneceu a voz para Phillips simular a canção.[carece de fontes?]

## Elenco
- Lou Diamond Phillips.... Ritchie Valens
- Esai Morales.... Bob Morales
- Rosanna DeSoto.... Connie Valenzuela
- Elizabeth Peña.... Rosie Morales
- Danielle von Zerneck.... Donna Ludwig
- Joe Pantoliano.... Bob Keane
- Rick Dees.... Ted Quillen
- Marshall Crenshaw.... Buddy Holly
- Howard Huntsberry.... Jackie Wilson
- Brian Setzer.... Eddie Cochran
- Stephen Lee.... The Big Bopper
- Sam Anderson.... Sr. Ludwig
- John Quade.... barman
- Noble Willingham.... Howard

## Lançamento e repercussão

### Recepção crítica
O crítico de cinema Roger Ebert aprovou o filme e o seu roteiro escrevendo no Chicago Sun Times: "Este é um bom filme, doce e sentimental, sobre um garoto que nunca teve a chance de mostrar suas melhores coisas, onde são retratados diversos fatos corriqueiros em sua vida: os retratos da sua vida cotidiana, de uma mãe amorosa, de um irmão que o ama e o ressente, de um menino crescendo e saboreando a fama e deixando todos de pé e chocados em seu funeral por conta da sua vida ter terminado justamente quando ela estava, de fato, começando."
Janet Maslin, escrevendo para o The New York Times, ficou impressionado com o desempenho de Lou Diamond Phillips, e escreveu: "Um filme como este é muito naturalmente uma vitrine para sua estrela, e, como Valens, Lou Diamond Phillips tem uma doçura e sinceridade que, em nenhuma maneira, ele diminuiu a dureza de sua personagem nos palcos. [...]"
No site agregador Rotten Tomatoes, o longa possui 95% de críticas positivas com base em 21 críticas. Por parte da audiência do site tem uma taxa de 78% de aprovação.

### Recepção comercial
O filme estreou em grande circuito nos cinemas americanos em 24 de julho de 1987.
Em seu primeiro fim de semana depois do lançamento, o filme arrecadou um pouco mais de US$ 5,6 milhões. Quando saiu de cartaz, La Bamba havia arrecadado só nos cinemas do Estados Unidos US$52.678.820 em 12 semanas.

## Trilha sonora
Pelo fato de o filme contar a história de Ritchie Valens, famosa celebridade do rock and roll nos anos 1950, várias de suas canções foram incluídas na trilha sonora do longa. Todas as canções de Ritchie Valens foram interpretadas pela banda Los Lobos, a quem a família Valenzuela solicitou pessoalmente para participar do filme. A banda fez uma participação especial no filme se apresentando no salão de bordel em Tijuana.
Um álbum contendo a trilha sonora original do filme foi lançado em 30 de junho de 1987 pela Warner Bros Records, com 12 faixas. As primeiras seis canções consistem em covers da banda Los Lobos de canções de Valens: "La Bamba", "Come On Let's Go", "Ooh My Head", "We Belong Together", "Framed", e "Donna".
Outros artistas incluídos foram: Howard Huntsberry, Marshall Crenshaw, Brian Setzer e Bo Diddley, que interpretaram novas versões do clássico musical "Who Do You Love?"
A canção "Chantilly Lace" de The Big Bopper também foi incluída. Outras músicas utilizadas foram "Oh Boy", "Rip It Up", "The Paddi Wack Song" (escrito por Valens), e "Sleep Walk" da dupla Santo & Johnny (usada nas cenas finais e iniciais).
A versão de "La Bamba" tocada pelos Los Lobos alcançou a posição #1 na Billboard Hot 100 em agosto de 1987, tornando-se um grande sucesso. O clipe da canção, dirigido por Sherman Halsey, venceu o VMA de 1988 na categoria de Melhor Videoclipe de um Filme.
Lado A.
1. - "La Bamba" - Los Lobos - 2:54
2. - "Come On, Let's Go" - Los Lobos - 2:02
3. - "Ooh, My Head" - Los Lobos - 1:45
4. - "We Belong Together" - Los Lobos - 2:00
5. - "Framed" - Los Lobos - 2:34
6. - "Donna" - Los Lobos - 2:17

Lado B.
1. - "Lonely Teardrops" - Howard Huntsberry, como Jackie Wilson. - 3:30
2. - "Crying, Waiting, Hoping" - Marshall Crenshaw, como Buddy Holly. - 2:23
3. - "Summertime Blues" - Brian Setzer, como Eddie Cochran - 2:42
4. - "Who Do You Love" - Bo Diddley - 3:01
5. - "Charlena" - Los Lobos - 2:47
6. - "Goodnight My Love" - Los Lobos - 3:17[9]